# Regina Bianchi
Regina Bianchi, pseudonimo di Regina D'Antigny (Lecce, 1º gennaio 1921 – Roma, 5 aprile 2013), è stata un'attrice italiana.

## Biografia

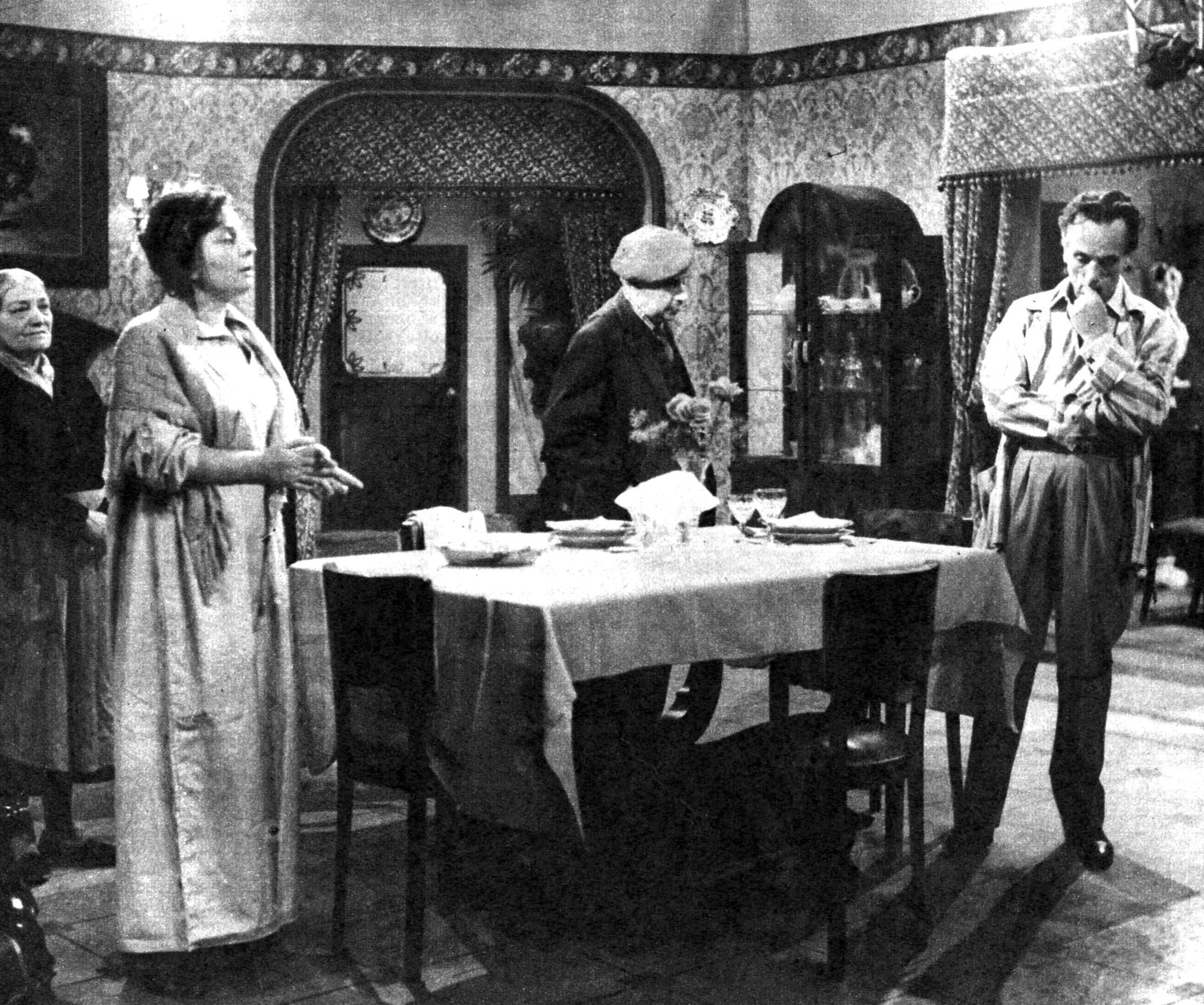
Regina Bianchi ed Eduardo De Filippo in Filumena Marturano (Rai TV, 1962)

Figlia d'arte, nacque a Lecce nei camerini di un teatro; i genitori, entrambi attori napoletani (suo padre era di origine francese), erano in tournée con una compagnia di giro. Crebbe a Napoli e all'età  di 16 anni venne scritturata da Raffaele Viviani prima e da Eduardo De Filippo poi, diventando così una delle più apprezzate attrici del teatro napoletano. In realtà la sua prima "apparizione" in un allestimento teatrale si era avuta quando la piccola Regina aveva solo 8 giorni.

### Carriera teatrale
Recitò anche nella compagnia di Peppino De Filippo, fondata dopo la clamorosa separazione dei fratelli; lasciò le scene per 15 anni per farvi ritorno soltanto sul finire degli anni cinquanta (in realtà fu il suo compagno Goffredo Alessandrini, ex marito di Anna Magnani, che la costrinse ad abbandonare le scene per tutti questi anni affinché Regina badasse alle loro due figlie).
(Intervista, parlando di Eduardo De Filippo)
Diventò attrice protagonista in importanti commedie del teatro eduardiano, con interpretazioni ricche di pathos e di grande umanità: memorabile rimarrà la parte principale avuta in Filumena Marturano, in sostituzione di Titina De Filippo, senza dimenticare lavori come Sabato, domenica e lunedì, Napoli milionaria! e Questi fantasmi!. Ha interpretato opere, tra gli altri, di Goldoni, García Lorca, Brecht e Pirandello.
La Bianchi prese parte a numerosi lavori cinematografici, tra cui si ricordano Il giudizio universale (1961) di Vittorio De Sica, Le quattro giornate di Napoli (1962) di Nanni Loy, per cui vinse il Nastro d'argento, Kaos (1984) di Paolo e Vittorio Taviani (in cui interpretò la madre di Pirandello) e Il giudice ragazzino (1994) di Alessandro Di Robilant, e in serie televisive come I grandi camaleonti di Edmo Fenoglio (1964) e Gesù di Nazareth (1977) di Zeffirelli.
Nel 2009 fu ospite di Laura Lattuada a Passepartout sul canale Leonardo - Sky 418, per un'intervista nel salotto della sua casa romana affacciata su villa Ada. Nel gennaio 2011 concesse la sua ultima intervista, nel programma Visioni private.

### La morte
Morì  il 5 aprile 2013 a 92 anni nella sua abitazione a Roma, dove viveva da anni; i funerali vennero celebrati l'8 aprile nella chiesa dei Sacri Cuori di Gesù e Maria, nel quartiere Trieste; dopo la cremazione, le ceneri dell'attrice vennero tumulate nel loculo di famiglia nel cimitero monumentale del Verano.

## Filmografia
- Il socio invisibile, regia di Roberto Roberti (1939)
- Dopo divorzieremo, regia di Nunzio Malasomma (1940)
- Il ponte di vetro, regia di Goffredo Alessandrini (1940)
- Rosa di sangue, regia di Jean Choux (1940)
- I due Foscari, regia di Enrico Fulchignoni (1942)
- Un giorno da leoni, regia di Nanni Loy (1961)
- Le quattro giornate di Napoli, regia di Nanni Loy (1962)
- Una storia milanese, regia di Eriprando Visconti (1962)
- I giorni contati, regia di Elio Petri (1962)
- I grandi camaleonti, regia di Edmo Fenoglio (1964)
- Il nero, regia di Giovanni Vento (1967)
- Spara forte, più forte... non capisco!, regia di Eduardo De Filippo (1966)
- Operazione ricchezza, regia di Vittorio Musy Glori (1967)
- Temptation, regia di Lamberto Benvenuti (1968)
- Il marchese di Roccaverdina, regia di Edmo Fenoglio (1972)
- Tony Arzenta - Big Guns, regia di Duccio Tessari (1973)
- Dove volano i corvi d'argento, regia di Piero Livi (1976)
- Gesù di Nazareth, regia di Franco Zeffirelli (1977)
- Rocco Scotellaro, regia di Maurizio Scaparro (1979)
- Zappatore, regia di Alfonso Brescia (1980)
- Carcerato, regia di Alfonso Brescia (1981)
- Celebrità, regia di Ninì Grassia (1981)
- Tradimento, regia di Alfonso Brescia (1982)
- Stangata napoletana, regia di Vittorio Caprioli (1982)
- Giuramento, regia di Alfonso Brescia (1982)
- Kaos, regia dei fratelli Taviani (1984)
- L'amara scienza, regia di Nicola De Rinaldo (1985)
- L'orso di peluche, regia di Jacques Deray (1993)
- Il giudice ragazzino, regia di Alessandro Di Robilant (1994)
- Camerieri, regia di Leone Pompucci (1995)
- Il grande fuoco, regia di Fabrizio Costa (1995)
- Padre papà, regia di Sergio Martino (1996)
- Il manoscritto di Van Hecken, regia di Nicola De Rinaldo (1999)
- E adesso sesso, regia di Carlo Vanzina (2000)
- Il mare, non c'è paragone, regia di Eduardo Tartaglia (2002)
- Sotto gli occhi di tutti, regia di Nello Correale (2003)
- Ci sta un francese, un inglese e un napoletano, regia di Eduardo Tartaglia (2007)
- Butta la luna, regia di Vittorio Sindoni (2007)

Televisione
• Elisa di Rivombrosa serie TV,regia di Cinzia TH Torrini (2003)
• Donna detective serie TV, st.1 Ep.5 regia di Cinzia TH Torrini (2007)

## Doppiaggio
Inoltre Regina Bianchi prestò la sua voce all'attrice Shelley Winters nel film Gran bollito diretto da Mauro Bolognini nel 1977.

## Prosa televisiva Rai
- Una tragedia americana di Theodore Dreiser, regia di Anton Giulio Majano, sceneggiato in 7 puntate trasmesso dall'11 novembre 1962.
- Fine mese, commedia in tre atti di Paola Riccora, regia di Claudio Fino, trasmessa il 7 giugno 1963.
- Buonanotte Bettina di Garinei e Giovannini, trasmesso nel 1967.
- Gamma, regia di Salvatore Nocita, sceneggiato in 4 puntate trasmesso dal 21 ottobre 1975.

## Prosa radiofonica Rai
- Luciella Catena di Ferdinando Russo, regia di Anton Giulio Majano, trasmessa il 24 agosto 1953.
- Sabato, domenica e lunedì di Eduardo De Filippo, regia dell'autore, trasmesso il 3 giugno 1961.